# Пітер Кенілореа
Пітер Кенілореа (нар. 23 травня 1943 — 24 лютого 2016) — політичний діяч держави Соломонові Острови, перший прем'єр-міністр Соломонових Островів.

## Біографія
Народився 23 травня 1943 року на острові Малаїта· Помер 24 лютого 2016 року· Освіту отримав у церкві євангельських християн — п'ятдесятників; вищу освіту — в Новій Зеландії· Працював учителем· З 1971 року — на адміністративних посадах у місцевих органах влади· У 1976—1978 роках — перший міністр колонії Великої Британії Соломонові Острови· У 1978—1981 роках — перший прем'єр-міністр незалежних Соломонів· Заснував Об'єднану партію Соломонів· Був прем'єр-міністром вдруге в 1984—1986 роках· У 1988—1989 і 1990—1993 роках був міністром закордонних справ Соломонів; 2001—2005 — спікером парламенту Соломонів; у 2004 році брав участь у виборах на посаду генерал-губернатора Соломонових Островів; але зазнав поразки.